# Home Made Kazoku
Home Made Kazoku é um trio de hip hop japonês, composto pelos membros Micro, Kuro, e DJ U-Ichi.

## História
Os vocalistas Micro e Kuro são originalmente dos Estados Unidos. Micro passou uma parte de sua infância em Kentucky, enquanto Kuro afirmou que ele viveu em os EUA até que ele tinha doze anos em Chicago, Illinois.
Pouco depois de ter assinado com uma gravadora, o grupo lançou um álbum contendo a canção "Home Sweet Home (Reborn)", que se tornou-se uma das canções mais pedidas nas rádios japonesas durante o resto do ano. Em julho de 2004, Home Made Kazoku lançou seu primeiro single, Magic Summer Time. Magic Summer Time alcançou o 15º lugar nas paradas de venda da Oricon por quase 10 semanas.
Após uma série de singles, incluindo Thank You!!, que foi usado como o segundo tema de encerramento do anime Bleach, e Shōnen Heart, usada como o segundo tema de abertura do anime Eureka Seven, o primeiro álbum da banda foi lançado. "Rock the World" entrou nas paradas da Oricon. O álbum foi o quinto colocado na parada da Oricon em sua primeira semana, e ficaria no top 20 nas próximas oito semanas. "Rock the World" vendeu 191.744 cópias e se tornou o 78º álbum mais vendido de 2005.
Depois de seu primeiro álbum, o grupo passou por diversas turnês e concomitantemente lançou vários singles. Eles também lançaram seu segundo e terceiro álbuns, "Musication" e "Family".
De atenção especial, os ingressos para sua segunda turnê foram vendidos dentro do período de uma hora, um recorde na música japonesa. Em janeiro de 2007, foi anunciado que iria tocar o primeiro tema de encerramento do anime Naruto: Shippūden intitulado Nagareboshi Shooting Star, que entrou nas paradas da Oricon em 10º lugar. Um dos membros, Micro, participou da canção "Lost Reason" de Abingdon Boys School, que apareceu em seu álbum auto-intitulado.
Home Made Kazoku tocou no comercial de um produto chamado "Walky Walky" a sua canção "Walk Easy". Além disso, o single de Home Made Kazoku No Rain No Rainbow é o tema principal do segundo filme de Naruto Shippuden.
Em 2011, Home Made Kazoku apareceu em Naruto Shippuden pela terceira vez com a canção "FREEDOM", que foi o 17º tema de encerramento.
A banda fez seu primeiro show nos EUA em 2010 na Otakon em Baltimore, Maryland.

## Estilo musical
Home Made Kazoku geralmente exibe um alto astral em suas músicas, as vezes descrito pelos fãs como "música para sentir-se bem". O ritmo das canções pode variar de moderadamente lenta e calma a moderadamente rápida e enérgica. Seguindo uma tendência dentro do pop japonês, o grupo faz uso de frases em inglês dentro da música. Esse uso é amplo, pois quase todas as canções contêm certa quantidade de inglês. A maioria das canções utilizam a linguagem no refrão, bem como em casos isolados ao longo de uma canção.
A temática das canções em geral gira em torno de amor, família, paz, comunicação harmoniosa com os outros, diversão e festividades de verão. Além disso, a maioria dos vídeos da canções parecem ocorrer na Primavera ou no Verão, o que remete ao seu alto astral e vivacidade.

## Anime
A canção "Thank You!!" apareceu como o segundo tema de encerramento da série de anime Bleach. A canção foi usada a partir dos episódios 14-25. A canção "No Rain, No Rainbow" foi destaque como a canção que termina em Naruto Shippūden 2: Vínculos. "Nagareboshi" apareceu como o primeiro tema de encerramento de Naruto Shippuden. Já a canção Shōnen Heart foi usado para o tema de abertura do segundo anime Eureka Seven. A canção "Freedom" foi utilizada como o décimo sétimo tema de encerramento em Naruto Shippuden.

## Membros
- Micro
- Kuro
- DJ U-chi

## Discografia

### Álbuns
| Nome           | Gravadora      | Data de lançamento      | Posição no Oricon |
| Rock the World | Ki/oon Records | 11 de Maio de 2005      | 13°               |
| Musication     | Ki/oon Records | 15 de fevereiro de 2006 | 15°               |
| Família        | Ki/oon Records | 14 de março de 2007     | 11°               |
| Home           | Ki/oon Records | 8 de outubro de 2008    | 12°               |
| Circle         | Ki/oon Records | 8 de março de 2010      | 16°               |
| Akatsuki       | Ki/oon Records | 28 de setembro de 2011  | 11°               |

### Singles
| Número | Nome | Álbum          | Data de lançamento      | Posição no Oricon |
| 1°     | Summer Time Magic | Rock the World | 20 de fevereiro de 2008 | 61°               |
| 2°     | Watchword (アイコトバ, Palavra de Ordem)                                                                              | Rock the World | 17 de novembro de 2004  | 60°               |
| 3°     | Thank You!! (サンキュー!!, Obrigado)                                                                                  | Rock the World | 26 de janeiro de 2005   | 35°               |
| 4°     | On the Run (Na Corrida)                                                                                               | Rock the World | 2 de março de 2005      | 56°               |
| 5°     | Boy Heart(少年ハート, Coração de Menino)                                                                              | Musication     | 3 de agosto de 2005     | 39°               |
| 6°     | Joyride | Musication     | 5 de outubro de 2005    | 45°               |
| 7°     | You will be fine with the buttons of sap (You'll be alright with 槇原敬之, Você Vai Ficar Bem Com Os Botões de Sávia) | [Musication    | 18 de janeiro de 2006   | 42°               |
| 8°     | Everybody Needs Music (Todos Precisam de Música))                                                                     | Familia        | 22 de Novembro de 2006  | 32°               |
| 9°     | What You Gave Me (君がくれたもの, O Que Você Me Deu)                                                                  | Familia        | 31 de janeiro de 2007   | 36°               |
| 10°    | Shooting Star (流れ星, Estrela Cadente)                                                                               | Familia        | 7 de Março de 2007      | 9°                |
| 11°    | Remember (おぼえてる, Lembre-se)                                                                                      | Home           | 16 de Janeiro de 2008   | 26°               |
| 12°    | Easy Walk (Caminhada Fácil)                                                                                           | Home           | 9 de Abril de 2008      | 36°               |
| 13°    | No Rain No Rainbow (Sem Chuva Sem Arco-Íris)                                                                          | Home           | 23 de Julho de 2008     | 19°               |
| 14°    | happy that close to you (YOU 〜あなたがそばにいる幸せ〜, Feliz Com Você Por Perto)                                    | Circle         | 11 de Março de 2009     | 25°               |
| 15°    | L.O.V.E (A.M.O.R) | Circle         | 10 de fevereiro de 2010 | 32°               |
| 16°    | Warmth (ぬくもり, Calor)                                                                                              | Akatsuki       | 27 de Outubro de 2010   | 36°               |
| 17°    | Freedom (Liberdade)                                                                                                   | Akatsuki       | 1 de Junho de 2011      | 13°               |
| 18°    | This City Is Tinted Amber (琥珀色に染まるこの街は, Esta Cidade é Tingida em Âmbar)                                    | TBA            | 25 de Janeiro de 2012   | 14°               |

### DVDs
- I Say Yeah! NeOSITE 10th Anniversary Party@Shibuya AX 2006/10/27
- Tour 2006 "Musication" ～平成十八年度・新学期家族大歓迎会～ in Zepp Tokyo
- TOUR 2007 "FAMILIA" ～Heisei 19 Nendo Shiawase Kazokuka Keikaku～ in SHIBUYA AX